# Gillam (Manitoba)
Gillam est une municipalité du Manitoba au Canada. Elle est située entre les arrêts de Thompson et de Churchill sur le chemin de fer de la Baie d'Hudson, transportant surtout du fret, et la gare est desservie par Via Rail de façon limitée. C'est un point de transfert de la ligne électrique à haute tension de Manitoba Hydro venant des barrages sur le fleuve Nelson.

## Description
Le district municipal de Gillam (56° 27′ 30″ N, 94° 12′ 30″ O) a été fondé dans les années 1960 pour faciliter le développement hydro-électrique sur le bas du fleuve Nelson. Avec 1 996,346 km2, Gillam est la 15e plus grande ville du Canada en superficie, et la plus grande au Manitoba, mais elle couvre surtout des forêts de pins. Gillam est situé en territoire amérindien Cris de la bande de Fox Nation. La majorité vivent dans la municipalité elle-même ou sur la réserve indienne de Bird. La ville fantôme de Sundance, qui a été active seulement lors de la construction du barrage de Limestone, se trouve également dans le district. 
Trois des plus imposants barrages de la société de la Couronne Manitoba Hydro (Kettle, Long Spruce et Limestone) se trouvent sur son territoire et la société embauche une bonne partie de sa population. Le reste travaille dans la forêt, aux petits commerces locaux, à l'école, aux services municipaux et provinciaux. Il a aussi un poste de la Gendarmerie royale du Canada.

## Population

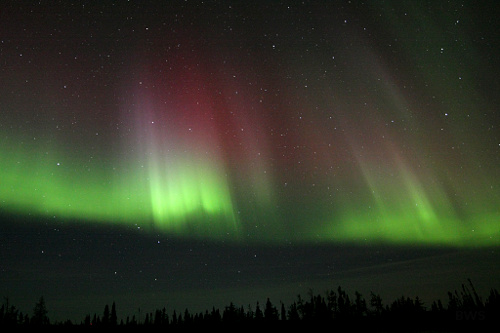
Aurore polaire en mi-avril à Gillam

Dans le recensement de 2011, Statistique Canada rapporte que la population est de 1 317 personnes dans 439 logements, une hausse de 8,9 % par rapport au recensement précédent. 
Le Gillam Recreation Centre offre une piscine municipale, un aréna pour patiner, jouer au hockey et faire du curling, un gymnase, une bibliothèque et des salles de réunion. La population et les touristes peuvent pêcher dans les nombreux lacs et rivières du coin, chasser (ours, caribou, orignal, etc.), visiter les centrales électriques, faire de la motoneige et observer les aurores boréales.

## Démographie
| 2001  | 2006  | 2011  | 2016  |
| ----- | ----- | ----- | ----- |
| 1 178 | 1 209 | 1 332 | 1 265 |

## Climat
| Mois                                  | jan.          | fév.        | mars          | avril        | mai           | juin          | jui.         | août         | sep.         | oct.          | nov.          | déc.          | année            |
| ------------------------------------- | ------------- | ----------- | ------------- | ------------ | ------------- | ------------- | ------------ | ------------ | ------------ | ------------- | ------------- | ------------- | ---------------- |
| Température minimale moyenne (°C)     | −29           | −27,3       | −21,2         | −10,6        | −2,2          | 5,1           | 9,7          | 8,7          | 3,3          | −3,5          | −15,5         | −25,9         | −9               |
| Température moyenne (°C)              | −24,4         | −21,7       | −14,6         | −4,4         | 3,9           | 11,6          | 15,8         | 14,4         | 7,9          | 0             | −11,6         | −21,4         | −3,7             |
| Température maximale moyenne (°C)     | −19,7         | −16         | −7,9          | 1,9          | 9,9           | 18            | 21,8         | 20           | 12,4         | 3,6           | −7,6          | −16,9         | 1,6              |
| Record de froid (°C) date du record   | −46,1 1975/21 | −45 1972/16 | −42,6 1995/08 | −33 2008/05  | −22,8 1983/15 | −10,2 1972/04 | −1,7 1972/02 | −1,7 1979/23 | −9,1 1981/29 | −26,9 1997/30 | −39,4 1989/24 | −45,1 2004/24 | −46,1 1975/01/21 |
| Record de chaleur (°C) date du record | 2,9 2003/07   | 4,6 1996/22 | 19 2000/14    | 28,7 1980/30 | 32,4 1986/27  | 36,8 2002/29  | 35,2 2007/24 | 35,1 1991/11 | 31 1996/01   | 22,4 1984/10  | 9,5 1978/01   | 2,6 1999/25   | 36,8 2002/06/29  |
| Précipitations (mm)                   | 17,5          | 21,2        | 20,3          | 23,2         | 44,2          | 53,9          | 81,8         | 77,2         | 55           | 40,9          | 37,5          | 26,7          | 499,4            |
| dont pluie (mm)                       | 0             | 0           | 0,9           | 3,8          | 28,8          | 54            | 78,6         | 76,1         | 53           | 19            | 1             | 0,1           | 315,3            |
| dont neige (cm)                       | 25,2          | 24,6        | 27,6          | 22,1         | 15,7          | 2,1           | 0            | 0            | 4,6          | 26,2          | 44,2          | 28,9          | 221,2            |
| Nombre de jours avec précipitations   | 13,2          | 11,5        | 10,9          | 8,4          | 10,6          | 11,4          | 14,1         | 14,1         | 14,6         | 13,6          | 15,1          | 13,3          | 150,7            |
| Humidité relative (%)                 | 70,4          | 66,4        | 62,5          | 58,9         | 56,8          | 52,7          | 53,8         | 57,8         | 64           | 72,8          | 79,4          | 74,9          | 64,2             |
| Nombre de jours avec neige            | 14,5          | 12,6        | 11,6          | 7,5          | 4,7           | 0,97          | 0            | 0            | 1,6          | 9,1           | 15,3          | 14,5          | 92,3             |

| Diagramme climatique                                  |              |               |              |             |           |             |           |           |             |               |                |
| J                                                     | F            | M             | A            | M           | J         | J           | A         | S         | O           | N             | D              |
| −19,7−2917,5                                          | −16−27,321,2 | −7,9−21,220,3 | 1,9−10,623,2 | 9,9−2,244,2 | 185,153,9 | 21,89,781,8 | 208,777,2 | 12,43,355 | 3,6−3,540,9 | −7,6−15,537,5 | −16,9−25,926,7 |
| Moyennes : • Temp. maxi et mini °C • Précipitation mm |              |               |              |             |           |             |           |           |             |               |                |